# Gérard Joseph
Gérard Joseph (ur. 22 października 1949) – haitański piłkarz grający na pozycji bramkarza.
Podczas kariery piłkarskiej Gérard Joseph grał Racingu Port-au-Prince.
W reprezentacji Haiti Gérard Joseph grał w latach siedemdziesiątych i na początku osiemdziesiątych. Podczas Mistrzostw Świata w 1974 w RFN Gérard Joseph był rezerwowym.
Gérard Joseph był rezerwowym w eliminacjach do Mundialu w Argentynie, natomiast uczestniczył w eliminacjach do Mundialu 1982 w Hiszpanii, jednakże reprezentacja Haiti przegrała rywalizacje o awans z Meksykiem w 1978 oraz z Hondurasem i Salwadorem w 1982.